# Valeria Jomiákova
Valeria «Lera» Dmítrievna Jomiákova (en ruso: Валерия Дмитриевна Хомякова; Kólpino, Imperio ruso, 21 de agostojul./ 3 de septiembre de 1914greg. - óblast de Sarátov, Unión Soviética, 6 de octubre de 1942) fue una piloto de combate y oficial militar soviética durante la Segunda Guerra Mundial. Fue ampliamente reportada como la primera mujer piloto en derribar un avión enemigo en un combate nocturno. Por su hazaña recibió la Orden de la Bandera Roja, pero murió en un accidente de vuelo solo dos semanas después.

## Biografía

### Infancia y juventud
Valeria Jomiákova nació el 3 de septiembre de 1914 en Kólpino en la gobernación de San Petersburgo en esa época parte del Imperio ruso (actualmente en el óblast de Leningrado en Rusia), hija de un ingeniero químico. Completó su educación primaria y secundaria en su localidad natal y, en 1937, se graduó en la Universidad Dmitri Mendeléyev de Tecnología Química de la URSS, posteriormente ocupó un puesto como ingeniera química en la Planta Frunze en Moscú, donde asistió al club de vuelo local de la asociación paramilitar OSOAVIAJIM (Unión de Sociedades de Asistencia para la Defensa, la Aviación y la Construcción Química de la URSS), y se certificó como instructora de vuelo.

### Segunda Guerra Mundial
En 1942, durante la invasión alemana de la Unión Soviética, se unió a la Fuerza Aérea Soviética. Donde se convirtió en una de las primeras mujeres piloto de combate de la Unión Soviética, alcanzando rápidamente el rango de teniente primero, fue asignada al 586.º Regimiento de Combate Aéreo del 122.º Grupo de Aviación, una unidad especial formada íntegramente por mujeres, al mando de Marina Raskova.

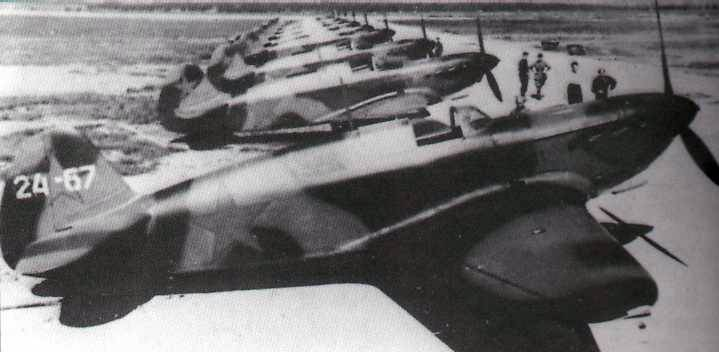
Cazas Yakovlev Yak-1 similares a los que utilizó Valeria Jomiákova para derribar el Ju 88 del Oberstleutnant Gerhard Maak

El 24 de septiembre de 1942, mientras volaba en patrulla nocturna sobre Sarátov en un caza Yakovlev Yak-1, Jomiákova derribó un Junkers Ju 88 de la Luftwaffe alemana pilotado por el Oberstleutnant Gerhard Maak, un piloto de bombardero condecorado del Kampfgeschwader 76 (KG 76; Ala de Combate 76). Ogoniok, una revista literaria juvenil, publicó que era la «primera vez en la historia que una mujer piloto de combate derribaba un avión enemigo», y la historia se repitió durante décadas tanto en la prensa soviética como en la extranjera. Desde entonces, el registro se ha modificado y ahora establece que fue la primera mujer en derribar un avión enemigo en combate nocturno. Por su gesta, recibió una recompensa de 2000 rublos («Por orden del camarada Stalin»), fue ascendida de rango y enviada a Moscú para recoger de manos de Mijaíl Kalinin la Orden de la Bandera Roja.

#### Muerte
Valeria Jomiákova murió el 6 de octubre de 1942, en un aeródromo en el óblast de Sarátov cuando se estrelló durante el despegue. Poco después de derribar el Ju 88 de Gerhard Maak, Jomiákova fue asignada para realizar numerosas misiones aéreas para proteger las líneas de suministro y los puentes ferroviarios sobre el río Volga, y había regresado recientemente de Moscú, donde había recibido la Orden de la Bandera Roja. estaba durmiendo en un banco cuando su superior, la comandante Tamara Kazárinova, la despertó para hacer otra salida de combate, a pesar de estar exhausta, lo que la incapacitaba para el servicio. De acuerdo con el informe oficial de la división aérea emitido el 9 de octubre de 1942, «la teniente Jomiákova se desorientó durante el despegue a causa de la falta de puntos de referencia visibles y se inclinó a la derecha. El ángulo respecto de la horizontal aumentó aún más, y la aviadora efectuó un giro de 270 grados y perdió el control del aparato, que fue a estrellarse contra el suelo». La comandante del 2.º escuadrón, Yevguenia Prójorova, al cual estaba asignada Jomiákova, escribió a sus familiares para decirles que la habían enterrado con todos los honores militares a las 16:00 h del 7 de octubre de 1942.
Debido a la muerte de Jomiákova, Kazárinova fue relevada de su puesto por el general Mijaíl Gromadin. Después de destituirla, Gromadin solicitó al general Osipenko que abriera una investigación sobre la muerte de Jomiákova; pero, en lugar de hacerlo, este simplemente la transfirió a su personal. El nuevo comandante designado para el 586.º Regimiento fue Aleksandr Grídnev, un piloto recientemente liberado de la custodia de la NKVD por negarse a realizar un vuelo de escolta a Beria con mal tiempo.

## Condecoraciones
|  | Orden de la Bandera Roja |